# Roissy-en-France
Roissy-en-France är en kommun i departementet Val-d'Oise i regionen Île-de-France i norra Frankrike. Kommunen ligger i kantonen Gonesse som tillhör arrondissementet Sarcelles. År 2022 hade Roissy-en-France 2 682 invånare.

## Befolkningsutveckling
Antalet invånare i kommunen Roissy-en-France
| Referens: INSEE |